# Tullamarine
Tullamarine är en del av en befolkad plats i Australien. Den ligger i kommunen Hume och delstaten Victoria, omkring 14 kilometer nordväst om delstatshuvudstaden Melbourne.
Runt Tullamarine är det mycket tätbefolkat, med 3 249 invånare per kvadratkilometer.. Närmaste större samhälle är Melbourne, omkring 14 kilometer sydost om Tullamarine. 
Runt Tullamarine är det i huvudsak tätbebyggt. Genomsnittlig årsnederbörd är 971 millimeter. Den regnigaste månaden är juni, med i genomsnitt 115 mm nederbörd, och den torraste är januari, med 34 mm nederbörd.